# Bogorodskoe (Oblast' di Kirov)
Bogorodskoe è una cittadina della Russia europea centro-settentrionale, situata nella oblast' di Kirov; appartiene amministrativamente al rajon Bogorodskij, del quale è il capoluogo.
Si trova nella parte sudorientale della oblast', circa 130 chilometri a sudest del capoluogo regionale Kirov.